# أولينسو
ألوسينو [ɔˈlɛsnɔ] (بالألمانية: Rosenberg O.S.)‏ هي مدينة في محافظة أوبولي، بولندا. تبعد حوالي 42 كيلومترًا (26 ميلًا) شمال شرق مدينة أوبولي. وهي عاصمة مقاطعة أولينسو ومقعد غمينا أوليسنو.

## توأمة
لأولينسو اتفاقيات توأمة مع:
- آرنسبرغ

## أعلام
- هيلموث فون بانويتز

## روابط خارجية
- Official town webpage
- German page about Olesno
- Jewish Community in Olesno on Virtual Shtetl